# Leila Arcieri
Leila Arcieri (San Francisco, Kalifornia, 1973. december 18. –) amerikai színész és topmodell.

## Életpályája
Édesapja olasz, édesanyja afroamerikai és holland ősökkel rendelkezett. Gyerekkorának zömét Sebastopol-ban töltötte, ami Kalifornia vörösfenyő vidéke. Miután végzett a középiskolával, San Franciscóba költözött, ahol grafikai tervezéssel, fotográfiával foglalkozott, mielőtt sminkművész lett.
1997-ben ő lett Miss San Francisco.

## Filmjei
- Tengerparti fenegyerek (2000-2002)
- Hot Boyz: A banda (2000)
- Unokatestvérem, Skeeter (2000)
- xXx (2002)
- Oviapu (2003)
- Kevin Hill (2004-2005)
- Vad vágyak 2. (2004)
- Csalóból csali (2005)
- CSI: New York-i helyszínelők (2005)
- Las Vegas (2006)
- A mamut (2006)
- CSI: Miami helyszínelők (2006)
- A halál vámszedői (2008)
- Szeress és táncolj! (2009)
- Tesók (2009)

## Fordítás
- Ez a szócikk részben vagy egészben  a   Leila Arcieri című angol Wikipédia-szócikk ezen változatának fordításán alapul.  Az eredeti cikk szerkesztőit annak laptörténete sorolja fel. Ez a jelzés csupán a megfogalmazás eredetét és a szerzői jogokat jelzi, nem szolgál a cikkben szereplő információk forrásmegjelöléseként.

## További információ
- Leila Arcieri a PORT.hu-n (magyarul)
- Leila Arcieri az Internetes Szinkronadatbázisban (magyarul)
- Leila Arcieri az Internet Movie Database-ben (angolul)
- Leila Arcieri a Rotten Tomatoeson (angolul)
- AllMovie